# Benoît Croissant
Benoît Pierre François Croissant (Vitry-le-François, 9 augustus 1980) is een Frans voormalig voetballer die als verdediger voor onder andere Telstar speelde.

## Carrière
Benoît Croissant speelde in de jeugd van INF Clairefontaine en Troyes AC, waar hij twee seizoenen in het tweede elftal speelde. In 2001 vertrok hij naar Sheffield United FC, waar hij in zijn eerste seizoen niet in actie kwam. Het seizoen erna, 2002/03, werd hij verhuurd aan Stormvogels Telstar. Hij debuteerde voor Telstar op 10 augustus 2002, in de met 3-1 gewonnen bekerwedstrijd tegen SV Argon. Na een seizoen maakte hij definitief de overstap naar Telstar, waar hij nog twee jaar speelde. In het seizoen 2004/05 kwam hij door blessures weinig in actie. Na zijn periode bij Telstar speelde hij nog voor het Egyptische Suez Cement FC, het Chinese Liaoning Hongyun FC, het Amerikaanse Indianapolis Braves, het Qatarese Al-Najma Club en het Singaporese Tampines Rovers.

### Statistieken
| Seizoen                       | Club                  | Land           | Competitie               | Competitie | Competitie | Beker | Beker | Overig | Overig | Totaal | Totaal |
| Seizoen                       | Club                  | Land           | Competitie               | Wed.       | Dlp.       | Wed.  | Dlp.  | Wed.   | Dlp.   | Wed.   | Dlp.   |
| ----------------------------- | --------------------- | -------------- | ------------------------ | ---------- | ---------- | ----- | ----- | ------ | ------ | ------ | ------ |
| 1999/00                       | Troyes AC B           | Frankrijk      | CFA                      | 24         | 3          | –     | –     | –      | –      | 24     | 3      |
| 2000/01                       | Troyes AC B           | Frankrijk      | CFA                      | 23         | 0          | –     | –     | –      | –      | 23     | 0      |
| 2001/02                       | Sheffield United FC   | Engeland       | First division           | 0          | 0          | 0     | 0     | 0      | 0      | 0      | 0      |
| 2002/03                       | → Stormvogels Telstar | Nederland      | Eerste divisie           | 24         | 0          | 4     | 0     | –      | –      | 28     | 0      |
| 2003/04                       | Stormvogels Telstar   | Nederland      | Eerste divisie           | 19         | 0          | 3     | 0     | –      | –      | 22     | 0      |
| 2004/05                       | Stormvogels Telstar   | Nederland      | Eerste divisie           | 8          | 0          | 2     | 0     | 2      | 0      | 12     | 0      |
| 2007/08                       | Al-Najma SC           | Qatar          | Premier League           | 27         | 4          | ?     | ?     | ?      | ?      | 27     | 4      |
| 2009                          | Tampines Rovers       | Singapore      | Singapore Premier League | 26         | 2          | ?     | ?     | ?      | ?      | 26     | 2      |
| 2010                          | Tampines Rovers       | Singapore      | Singapore Premier League | 31         | 2          | 4     | 0     | 1      | 0      | 36     | 2      |
| 2011                          | Tampines Rovers       | Singapore      | Singapore Premier League | 30         | 3          | 3     | 0     | 9      | 1      | 42     | 4      |
| 2012                          | Tampines Rovers       | Singapore      | Singapore Premier League | 23         | 3          | 5     | 0     | 7      | 0      | 35     | 3      |
| Carrièretotaal                | Carrièretotaal        | Carrièretotaal | Carrièretotaal           | 235        | 17         | 21    | 0     | 19     | 1      | 275    | 18     |
| Bijgewerkt op 7 november 2019 |                       |                |                          |            |            |       |       |        |        |        |        |